# Spinosomatidia affinis
Spinosomatidia affinis là một loài bọ cánh cứng trong họ Cerambycidae.